# دانيال فوياسينوفيتش
دانيال فوياسينوفيتش (بالسلوفينية: Daniel Vujasinović)‏ مواليد 13 سبتمبر 1989 في زغرب، جمهورية يوغوسلافيا الاشتراكية الاتحادية، هو لاعب كرة سلة سلوفيني. بدأ مسيرته الاحترافية في سنة 2004. يلعب في الدوري السلوفيني لكرة السلة كلاعب هجوم خلفي. يحمل الرقم 22.

## المسيرة الاحترافية
لعب مع نادي هوبسي بولزلا لكرة السلة من سنة 2006 إلى 2009، ثم لعب مع زلاتوروج لاشكو من سنة 2009 إلى 2012، ثم لعب مع نادي شينتجور لكرة السلة في سنة 2016.

## روابط خارجية
- دانيال فوياسينوفيتش على موقع الاتحاد الدولي لكرة السلة (الإنجليزية)
- دانيال فوياسينوفيتش على موقع كرة السلة الأوروبية.كوم (الإنجليزية)
- دانيال فوياسينوفيتش على موقع ريلجم (الإنجليزية)
- دانيال فوياسينوفيتش على موقع بروبوليرز (الإنجليزية)